# Bunk Johnson

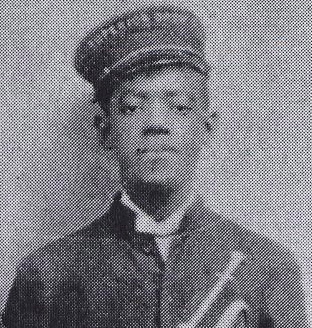
Bunk Johnson als Mitglied im Superior Orchestra

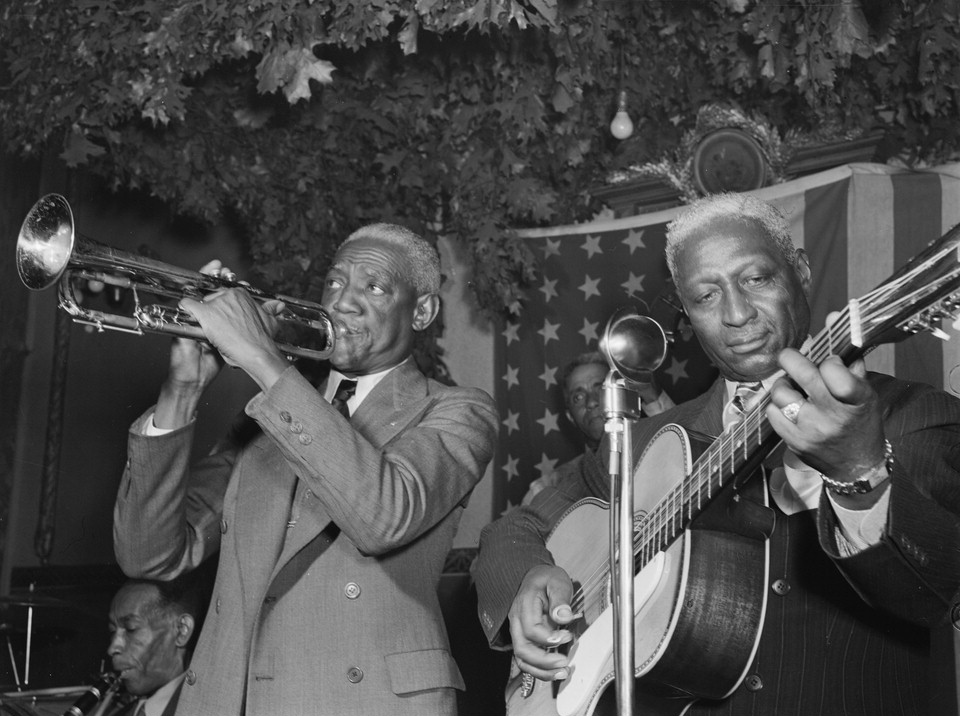
Bunk Johnson und Leadbelly
Fotografie von William P. Gottlieb.

William Geary „Bunk“ Johnson  (* 27. Dezember 1879 in New Orleans; † 7. Juli 1949 in New Iberia in Louisiana) war US-amerikanischer Kornettist und Trompeter des traditionellen Jazz. Er gilt als die Zentralfigur des New Orleans-Revivals.

## Leben und Wirken
Johnson gehörte zur ersten Generation der Jazzkornettisten um Buddy Bolden, Freddie Keppard und King Oliver. Es wird vermutet, dass er aus bislang ungeklärten Gründen sein Geburtsjahr um 10 Jahre vorverlegt hat und tatsächlich 1889 geboren wurde. Um die Jahrhundertwende trat er angeblich in die Band von Adam Olivier ein, die er aber aufgrund seiner mangelnden Notenkenntnisse verließ, um u. a. bei Buddy Bolden zu spielen. Er spielte um 1910 in New Orleans im Superior Orchestra von Billy Marrero, wechselte im gleichen Jahr zu Dusens Eagle Band, um dann bei Clarence Williams zu spielen. 1916 spielte er mit dem Royal Orchestra in Lake Charles, 1917 in Baton Rouge; dann tourte er mit einer Vaudeville-Minstrel Show und mit einem Zirkus. Nach den 1920er Jahren war er Mitglied der Black Eagle Band, tourte aber auch mit der Banner Band. 1931 kam es zu einem folgenschweren Vorfall, als die Black Eagle Band während eines Konzerts in eine Auseinandersetzung verwickelt war, in dessen Folge ein Bandmitglied getötet und nahezu sämtliche Instrumente der Band zerstört wurden. Bunk Johnson büßte neben seinen Instrumenten einen Großteil seiner Zähne ein und ließ sich 1932 in New Iberia nieder. Mit Einsetzen der Swing-Ära war er gezwungen, seinen Lebensunterhalt u. a. als Lastwagenfahrer, Arbeiter und nebenberuflicher Musiklehrer für Kinder zu verdienen und geriet in Vergessenheit.
1937 setzten sich dann aber die Autoren des Buches Jazzmen, William „Bill“ Russell und Frederick Ramsey jr., mit Bunk Johnson in Verbindung und verschafften ihm ein neues Gebiss – durch den als Zahnarzt tätigen Bruder von Sidney Bechet – sowie ein neues Instrument. Noch bis 1942 arbeitete er auf Plantagen in Louisiana, bevor er dann aber auf Veranlassung von Bill Russel am 11. Juni 1942 in New Orleans mit George Lewis (Klarinette), Jim Robinson (Posaune), Walter Decou (Piano), Lawrence Marrero (Banjo), Austin Young (Bass) und Ernest Rogers (Schlagzeug) Schallplatten aufnahm und ein fulminantes Comeback erlebte. 1943 spielte er mit Lu Watters’ Yerba Blues Band, konzertierte 1945 in Boston mit Sidney Bechet und anschließend bis 1947 mit Baby Dodds und George Lewis in New York. Er war maßgeblich am Revival des New Orleans Jazz beteiligt und in diesen Jahren an einer Vielzahl von Schallplattenaufnahmen in New Orleans, San Francisco, Boston, New York und Minneapolis beteiligt, bevor er sich nach einem ersten Schlaganfall 1948 zurückzog und 1949 verstarb.

## Diskographische Hinweise

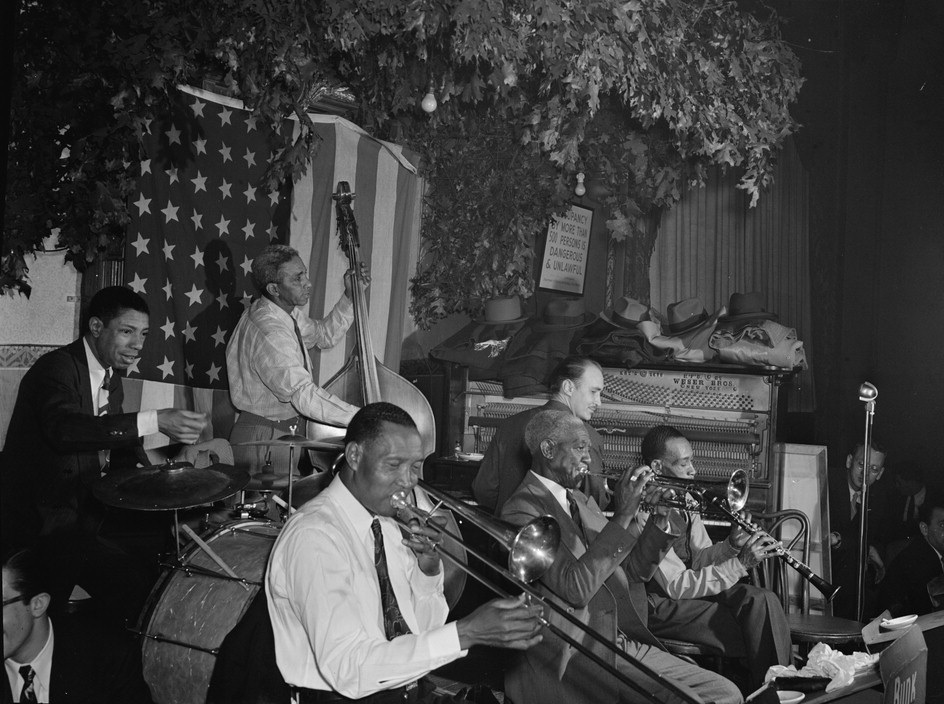
(Von links:) Kaiser Marshall (Schlagzeug), Alcide Pavageau (Bass), Jim Robinson (Posaune), Bunk Johnson (Trompete), Don Ewell (Piano) und George Lewis (Klarinette) im Stuyvesant Casino, New York, ca. Juni 1946.
Fotografie von William P. Gottlieb.

- Bunk Johnson in San Francisco (American Music, 1943–44)
- Bunk Johnson 1944 (American Music, 1944)
- Bunk’s Brass Band and dance Band 1945 (American Music, 1945)
- Last Testament (Delmark, 1947)